# Алікперов Ігдам Алі-огли
Алжперов Ігдам Алі-огли (3 травня 1948, м. Сабірабад, нині Азербайджан) — азербайджанський спортсмен, тренер (греко-римська боротьба). Заслужений тренер Азербайджанської РСР (1982). Почесний працівник фізкультури і спорту Азербайджану (1998).

## Життєпис
У місті Баку: закінчив Азербайджанський інститут фізичної культури (1972), працював тренером-викладачем у спортивному інтернаті (1972—1998), старшим тренером училища олімпійського резерву (1980—1998).
Від 2001 — в місті Тернопіль: тренер-викладач ДЮСШ олімпійського резерву з греко-римської боротьби, від 2006 — старший тренер-викладач збірної команди Тернопільської області.
Підготував 10 чемпіонів Європи, світу, України та олімпійського чемпіона (1988, м. Сеул, Південна Корея).